# Meisha
Meisha (kinesiska: 梅沙) är ett stadsdelsdistrikt i staden Shenzhen i provinsen Guangdong i sydöstra Kina. Det ligger i stadsdistriktet Yantian. Antalet invånare vid folkräkningen 2020 var 18 117.